# Wheaton Precious Metals

Altes Logo von Silver Wheaton

Die Wheaton Precious Metals Corporation (bis 2017: Silver Wheaton) ist ein kanadisches Edelmetallhandels-Unternehmen mit Firmensitz in Vancouver. Es ist im sogenannten „Silverstreaming“ engagiert und im Aktienindex S&P/TSX 60 gelistet. englisch Silverstreaming (deutsch etwa: Silberdurchleitung, wörtlich: „Silberströmen“) bedeutet, dass Teile oder auch die komplette  Silber- oder Goldförderung eines Bergbauunternehmens zum Festpreis abgenommen und weiterverkauft wird. Die Bergbaugesellschaft erhält eine Absatzgarantie. 
Die Silver-Wheaton-Corporation ist nach eigenen Angaben das weltweit größte Silverstreaming-Unternehmen und generiert seine Einnahmen zu 60 % aus dem Silber- und zu 40 % aus dem Goldverkauf. Im Jahre 2004 wurde das Unternehmen durch eine Abspaltung vom kanadischen Bergbaukonzern Goldcorp gegründet. Bis zum 7. Dezember 2006 kontrollierte Goldcorp noch 48 % von Silver Wheaton. Am 14. Februar 2008 verkaufte Goldcorp die restlichen Anteile.
Im Jahr 2015 hat Silver Wheaton knapp 26,6 Millionen Unzen Silber gehandelt. Im Mai 2017 nannte sich das Unternehmen in Wheaton Precious Metals um.
Das Unternehmen ist Mitglied im World Gold Council.